# Álvaro Carreras
Álvaro Fernández Carreras  (Ferrol, 23 maart 2003) is een Spaans voetballer die bij voorkeur als linksback speelt. Hij maakte medio 2025 de overstap van Benfica naar Real Madrid, waar hij eerder in de jeugd speelde.

## Clubcarrière
Manchester United verhuurde Carreras aan Preston North End, Granada en Benfica. In mei 2024 nam Benfica de linksback definitief over. Carreras tekende een contract tot 2029 bij de Portugese topclub.
1 Courtois ·
2 Carvajal  ·
3 Militão ·
4 Alaba ·
5 Bellingham ·
6 Camavinga ·
7 Vinícius ·
8 Valverde ·
9 Mbappé ·
11 Rodrygo ·
12 Trent ·
13 Lunin ·
14 Tchouaméni ·
15 Güler ·
16 Endrick ·
19 Ceballos ·
20 García ·
21 Díaz ·
22 Rüdiger ·
23 Mendy ·
24 Huijsen ·
Coach: Alonso